# Prainha (ort)
Prainha är en ort i Brasilien.   Den ligger i kommunen Prainha och delstaten Pará, i den centrala delen av landet, 1 700 km norr om huvudstaden Brasília. Prainha ligger 35 meter över havet och antalet invånare är 6 481.
Terrängen runt Prainha är huvudsakligen platt. Prainha ligger uppe på en höjd. Runt Prainha är det mycket glesbefolkat, med 2 invånare per kvadratkilometer..